# Synsphyronus nullarborensis
Synsphyronus nullarborensis är en spindeldjursart som beskrevs av Beier 1969. Synsphyronus nullarborensis ingår i släktet Synsphyronus och familjen gammelekklokrypare. Inga underarter finns listade i Catalogue of Life.